# Geōrgios Kyriakopoulos
Geōrgios Kyriakopoulos (in greco Γεώργιος Κυριακόπουλος?; Patrasso, 5 febbraio 1996) è un calciatore greco, difensore o centrocampista del Panathīnaïkos e della nazionale greca.

## Caratteristiche tecniche
È un terzino sinistro ben strutturato fisicamente, dotato tecnicamente e abile in fase offensiva. Adattabile anche nel ruolo di esterno di centrocampo e di centrocampista centrale, è bravo anche in fase difensiva per via della sua buona tempestività negli interventi.

## Carriera

### Club

#### Asteras Tripolīs e prestiti
Cresciuto nelle giovanili dell'Asteras Tripolīs, Kyriakopoulos ha esordito in prima squadra il 22 gennaio 2014, in occasione di un match di Coppa di Grecia perso 1-0 contro l'Olympiacos.
Il 13 agosto 2015 si trasferisce in prestito all'Ergotelīs.
Il 26 gennaio 2016 si trasferisce in prestito al Lamia.
A fine prestito, fa ritorno all'Asteras Tripolīs, in cui milita sino al 2019.

#### Sassuolo
Il 2 settembre 2019, Kyriakopoulos si trasferisce in prestito al Sassuolo. Il debutto coi neroverdi arriva da titolare il 3 novembre 2019, in occasione del 2-2 contro il Lecce. Il 22 giugno 2020, viene acquistato a titolo definitivo dal club emiliano.
Il 23 maggio 2021, realizza la sua prima rete in Serie A, nel successo per 2-0 contro la Lazio.

#### Prestito al Bologna e Monza
Il 31 gennaio 2023, ultimo giorno della finestra invernale di mercato, Kyriakopoulos si trasferisce in prestito con diritto di riscatto al Bologna, sempre nella massima serie, scendendo in campo in 12 occasioni con la maglia dei felsinei.
Il 28 luglio dello stesso anno passa, a titolo temporaneo, al Monza. Il 26 settembre 2024 segna la sua prima rete con i brianzoli nel successo per 3-1 contro il Brescia, gara valevole per i sedicesimi di Coppa Italia. Il 27 ottobre seguente si sblocca pure in campionato nel pareggio interno per 2-2 contro il Venezia.

#### Panathīnaïkos
Il 6 giugno 2025, Kyriakopoulos torna in Grecia dopo sei stagioni, in seguito all'ufficializzazione del suo trasferimento a titolo definitivo al Panathīnaïkos, nella massima serie nazionale, per circa due milioni di euro più bonus; ha quindi firmato un contratto quadriennale con il club, valido a partire dal 1° luglio seguente.

### Nazionale
Il 7 ottobre 2020 esordisce in nazionale maggiore nell'amichevole persa per 2-1 in casa dell'Austria.

## Statistiche

### Presenze e reti nei club
Statistiche aggiornate al 18 maggio 2025.
| Stagione                | Squadra                 | Campionato              | Campionato | Campionato | Coppe nazionali | Coppe nazionali | Coppe nazionali | Coppe continentali | Coppe continentali | Coppe continentali | Altre coppe | Altre coppe | Altre coppe | Totale | Totale |
| Stagione                | Squadra                 | Comp                    | Pres       | Reti       | Comp            | Pres            | Reti            | Comp               | Pres               | Reti               | Comp        | Pres        | Reti        | Pres   | Reti   |
| ----------------------- | ----------------------- | ----------------------- | ---------- | ---------- | --------------- | --------------- | --------------- | ------------------ | ------------------ | ------------------ | ----------- | ----------- | ----------- | ------ | ------ |
| 2013-2014               | Asteras Tripolīs        | SL                      | 5          | 0          | CG              | 1               | 0               | -                  | -                  | -                  | -           | -           | -           | 6      | 0      |
| 2014-2015               | Asteras Tripolīs        | SL                      | 1          | 0          | CG              | 2               | 0               | UEL                | 0                  | 0                  | -           | -           | -           | 3      | 0      |
| 2015-gen. 2016          | Ergotelīs               | FL                      | 12         | 0          | CG              | 4               | 0               | -                  | -                  | -                  | -           | -           | -           | 16     | 0      |
| gen.-giu. 2016          | Lamia                   | FL                      | 13         | 0          | CG              | -               | -               | -                  | -                  | -                  | -           | -           | -           | 13     | 0      |
| 2016-2017               | Asteras Tripolīs        | SL                      | 8          | 1          | CG              | 4               | 0               | -                  | -                  | -                  | -           | -           | -           | 12     | 0      |
| 2017-2018               | Asteras Tripolīs        | SL                      | 18         | 2          | CG              | 3               | 0               | -                  | -                  | -                  | -           | -           | -           | 21     | 2      |
| 2018-2019               | Asteras Tripolīs        | SL                      | 24         | 1          | CG              | 4               | 0               | UEL                | 2                  | 2                  | -           | -           | -           | 30     | 3      |
| ago.-sett. 2019         | Asteras Tripolīs        | SL                      | 2          | 0          | CG              | 0               | 0               | -                  | -                  | -                  | -           | -           | -           | 2      | 0      |
| Totale Asteras Tripolīs | Totale Asteras Tripolīs | Totale Asteras Tripolīs | 58         | 4          |                 | 14              | 0               |                    | 2                  | 2                  |             | -           | -           | 74     | 6      |
| sett. 2019-2020         | Sassuolo                | A                       | 26         | 0          | CI              | 0               | 0               | -                  | -                  | -                  | -           | -           | -           | 26     | 0      |
| 2020-2021               | Sassuolo                | A                       | 23         | 1          | CI              | 1               | 0               | -                  | -                  | -                  | -           | -           | -           | 24     | 1      |
| 2021-2022               | Sassuolo                | A                       | 29         | 0          | CI              | 2               | 0               | -                  | -                  | -                  | -           | -           | -           | 31     | 0      |
| 2022-gen. 2023          | Sassuolo                | A                       | 12         | 1          | CI              | 1               | 0               | -                  | -                  | -                  | -           | -           | -           | 13     | 1      |
| Totale Sassuolo         | Totale Sassuolo         | Totale Sassuolo         | 90         | 2          | -               | 4               | 0               | -                  | -                  | -                  | -           | -           | -           | 94     | 2      |
| gen.-giu. 2023          | Bologna                 | A                       | 12         | 0          | CI              | -               | -               | -                  | -                  | -                  | -           | -           | -           | 12     | 0      |
| 2023-2024               | Monza                   | A                       | 28         | 0          | CI              | 1               | 0               | -                  | -                  | -                  | -           | -           | -           | 29     | 0      |
| 2024-2025               | Monza                   | A                       | 34         | 2          | CI              | 2               | 1               | -                  | -                  | -                  | -           | -           | -           | 36     | 3      |
| Totale Monza            | Totale Monza            | Totale Monza            | 62         | 2          |                 | 3               | 1               |                    | -                  | -                  |             | -           | -           | 65     | 3      |
| Totale carriera         | Totale carriera         | Totale carriera         | 248        | 8          |                 | 25              | 1               |                    | 2                  | 2                  |             | -           | -           | 276    | 11     |

### Cronologia presenze e reti in nazionale
| Cronologia completa delle presenze e delle reti in nazionale ― Grecia | Cronologia completa delle presenze e delle reti in nazionale ― Grecia | Cronologia completa delle presenze e delle reti in nazionale ― Grecia | Cronologia completa delle presenze e delle reti in nazionale ― Grecia | Cronologia completa delle presenze e delle reti in nazionale ― Grecia | Cronologia completa delle presenze e delle reti in nazionale ― Grecia | Cronologia completa delle presenze e delle reti in nazionale ― Grecia | Cronologia completa delle presenze e delle reti in nazionale ― Grecia |
| Data                                                                  | Città                                                                 | In casa                                                               | Risultato                                                             | Ospiti                                                                | Competizione                                                          | Reti                                                                  | Note                                                                  |
| --------------------------------------------------------------------- | --------------------------------------------------------------------- | --------------------------------------------------------------------- | --------------------------------------------------------------------- | --------------------------------------------------------------------- | --------------------------------------------------------------------- | --------------------------------------------------------------------- | --------------------------------------------------------------------- |
| 7-10-2020                                                             | Klagenfurt am Wörthersee                                              | Austria                                                               | 2 – 1                                                                 | Grecia                                                                | Amichevole                                                            | -                                                                     |                                                                       |
| 15-11-2020                                                            | Chișinău                                                              | Moldavia                                                              | 0 – 2                                                                 | Grecia                                                                | UEFA Nations League 2020-2021 - 1º turno                              | -                                                                     | 62’                                                                   |
| 18-11-2020                                                            | Atene                                                                 | Grecia                                                                | 0 – 0                                                                 | Slovenia                                                              | UEFA Nations League 2020-2021 - 1º turno                              | -                                                                     | 90’ 90+4’                                                             |
| 25-3-2021                                                             | Granada                                                               | Spagna                                                                | 1 – 1                                                                 | Grecia                                                                | Qual. Mondiali 2022                                                   | -                                                                     | 80’                                                                   |
| 28-3-2021                                                             | Salonicco                                                             | Grecia                                                                | 2 – 1                                                                 | Honduras                                                              | Amichevole                                                            | -                                                                     |                                                                       |
| 17-11-2022                                                            | Ta' Qali                                                              | Malta                                                                 | 2 – 2                                                                 | Grecia                                                                | Amichevole                                                            | -                                                                     | 80’                                                                   |
| 20-11-2022                                                            | Budapest                                                              | Ungheria                                                              | 2 – 1                                                                 | Grecia                                                                | Amichevole                                                            | -                                                                     | 68’                                                                   |
| 11-6-2024                                                             | Grödig                                                                | Malta                                                                 | 0 – 2                                                                 | Grecia                                                                | Amichevole                                                            | -                                                                     |                                                                       |
| Totale                                                                |                                                                       | Presenze                                                              | 8                                                                     |                                                                       | Reti                                                                  | 0                                                                     |                                                                       |